# FC Lokomotivi Tbilisi
Football Club Lokomotivi Tbilisi (normalt bare kendt som Lokomotivi Tbilisi) er en georgisk fodboldklub fra Tbilisi. Klubben blev grundlagt i 1936.

## Titler
- Georgiske pokalturnering (3): 2000, 2002, 2005.[2]
- Superpokalturnering (1): 2013.[3]

## Historiske slutplaceringer

### Umaglesi liga
| Sæson   | Niveau | Liga          | Placering | Kilder |
| ------- | ------ | ------------- | --------- | ------ |
| 2015-16 | 1.     | Umaglesi liga | 13.       | [ 4 ]  |
| 2016    | 1.     | Umaglesi liga | 7.–8.     | [ 5 ]  |

### Erovnuli liga
| Sæson | Niveau | Liga          | Placering | Kilder |
| ----- | ------ | ------------- | --------- | ------ |
| 2017  | 1.     | Erovnuli liga | 6.        | [ 6 ]  |
| 2018  | 1.     | Erovnuli liga | 6.        | [ 7 ]  |
| 2019  | 1.     | Erovnuli liga | 4.        | [ 8 ]  |
| 2020  | 1.     | Erovnuli liga | 4.        | [ 9 ]  |
| 2021  | 1.     | Erovnuli liga | 5.        | [ 10 ] |

## Nuværende trup
Pr. 20. maj 2022
| Nr. | Land     | Position | Spiller                    |
| --- | -------- | -------- | -------------------------- |
| 1   | Georgien | MM       | Revaz Tevsoradze           |
| 2   | Georgien | MI       | Lasha Atskureli            |
| 3   | Georgien | FO       | Andro Giorgadze            |
| 4   | Georgien | FO       | Beka Buighlishvili         |
| 5   | Georgien | FO       | Aleksandre Andronikashvili |
| 6   | Georgien | AN       | Giorgi Iakobidze           |
| 7   | Georgien | MI       | Temuri Shonia              |
| 8   | Georgien | MI       | Davit Samurkasovi          |
| 9   | Georgien | AN       | Shota Shekiladze           |
| 10  | Georgien | MI       | Beka Dartsmelia            |
| 11  | Georgien | MI       | Givi Mukbaniani            |
| 13  | Georgien | MM       | Rezo Lomidze               |
| 14  | Georgien | FO       | Giorgi Pirtakhia           |
| 15  | Georgien | AN       | Giorgi Omarashvili         |
| 16  | Georgien | AN       | Tornike Kurtanidze         |

| Nr. | Land     | Position | Spiller                  |
| --- | -------- | -------- | ------------------------ |
| 17  | Georgien | MI       | Luka Kekelidze           |
| 18  | Georgien | AN       | Irakli Chiabrishvili     |
| 19  | Georgien | MI       | Ioane Tabatadze          |
| 21  | Georgien | MI       | Tornike Dzebniauri       |
| 22  | Georgien | FO       | Rati Mchedlishvili       |
| 23  | Georgien | FO       | Dachi Popkhadze          |
| 24  | Georgien | FO       | Beka Kharaishvili        |
| 25  | Georgien | FO       | Zura Zosiashvili         |
| 27  | Georgien | FO       | Giorgi Gabadze (captain) |
| 31  | Georgien | MM       | soso kopaliani           |
| 35  | Georgien | FO       | Giorgi Kveladze          |
| 36  | Georgien | FO       | Gegi Alasania            |
| 37  | Georgien | MI       | Gabriel Khutsishvili     |
| 39  | Georgien | MI       | Giorgi Diasamidze        |